# ناوشکن کلاس کرتاتون
ناوشکن کلاس کرتاتون (به انگلیسی: Curtatone-class destroyer) یک کلاس از کشتی است که طول آن ۸۴٫۷۲ متر (۲۷۷ فوت ۱۱ اینچ) می‌باشد.